# Jens Colstrup
Jens Colstrup, född 1646 i Bohuslän (då en del av Danmark-Norge); död 1720, var en bohuslänsk och norsk präst.
Colstrup blev 1670 kyrkoherde i Uddevalla. Vid Ulrik Frederik Gyldenløves infall i Bohuslän 1676 slöt sig Colstrup till honom, och gav värdefulla upplyningar till denne, och följde honom sedan som fältprost. 1677 blev han kyrkoherde i Nes, Romerike. Colstrup medföljde 1711 på nytt som fältprost till Bohuslän och organiserade 1719 ett helt spionerisystem i gränstrakterna.